# 150. pehotna brigada (Združeno kraljestvo)
150. pehotna brigada (izvirno angleško 150th Infantry Brigade) je bila pehotna brigada Britanske kopenske vojske v času druge svetovne vojne.

## Zgodovina
Brigada je bila aktivirana leta 1939 kot del 50. pehotne divizije. 
Sodelovala je v bitki pri Gazali, kjer je med 29. in 31. majem 1942, skupaj s 44. kraljevim tankovskim polkom, zdržala skoraj 72 ur v obrambi proti Nemškemu afriškemu korpusu, dokler se ni 1. junija predala.

## Sestava
- 4. bataljon, Green Howards
- 5. bataljon, Green Howards
- 4. bataljon, East Yorkshire Regiment